# 高陽話
高陽話是指应用于中國河北省高陽及蠡縣、安新部分地區的官话方言，属于冀鲁官话保唐片（有争议，一说属于北京官话保唐片）。高陽話又分為“城裡話”和“城西話”（非學術）。其中城西話語與保底話相仿。

## 特征
- 高陽話聲調系統相對簡單，現代漢語普通話聲調系統分為陰平、陽平、上聲、去聲，高陽話中陽平大都派入上聲，部分派入陰平或去聲。但仍有少數為陽平讀音。
- 句末或部分句中虛詞常延長時值，如“就”（讀zou）、忒（讀tei）常讀為正常音節長度的兩到三倍。
- 句末語氣詞常用兩個，有時用多個，但連讀為一個音節，如“咧啊”（讀lia）。部分其他句末虛詞也有和語氣詞連讀的現象，如“去啊”（讀qia）。
- 高陽話不區分尖團音。